# Lijst van oorlogsmonumenten in Zutphen
De Nederlandse gemeente Zutphen heeft 27 oorlogsmonumenten. Hieronder een overzicht.
| Nr.  | Object                                     | Herdachte groep                                                                                      | Ontwerper                                                   | Onthulling       | Type               | Locatie                                          | Plaats    | Coördinaten                   | Foto                                |
| ---- | ------------------------------------------ | --- | ----------------------------------------------------------- | ---------------- | ------------------ | ------------------------------------------------ | --------- | ----------------------------- | ----------------------------------- |
| 82   | Wilhelminaboom                             | verzet Nederland, overig                                                                             |                                                             | 7 maart 1977     | boom               | 's-Gravenhof, 7201 DN                            | Zutphen   | 52° 8' 21" NB, 6° 11' 40" OL  | Meer afbeeldingen                   |
| 437  | Monument aan de IJsselkade                 | verzet Nederland                                                                                     |                                                             |                  | gedenksteen        | IJsselkade, 7201 HA                              | Zutphen   | 52° 8' 25" NB, 6° 11' 29" OL  | Meer afbeeldingen                   |
| 687  | Gideon-monument                            | algemeen, militairen in dienst van het Ned. Kon. na 1945, geallieerde militairen, burgerslachtoffers | Paul Grégoire, ir. A.J. van der Steur, G.H. Kleinhout       | 10 april 1950    | overig             | Rozengracht 3, 7201 JL                           | Zutphen   | 52° 8' 35" NB, 6° 11' 39" OL  | Meer afbeeldingen                   |
| 2049 | Gedenksteen van Bork                       | overig                                                                                               |                                                             | 13 november 1995 | plaquette          | Vordenseweg 12, 7231 PA                          | Warnsveld | 52° 8' 2" NB, 6° 14' 59" OL   | Gedenksteen van Bork                |
| 2052 | Monument voor Canadese Militairen          | geallieerde militairen                                                                               |                                                             | 1 mei 1995       | zuil               | Kerkhofweg 15, 7231 RG                           | Warnsveld | 52° 7' 54" NB, 6° 14' 60" OL  | Meer afbeeldingen                   |
| 2053 | Oorlogsmonument                            | burgerslachtoffers                                                                                   | Ir. Bilderbeek, ir. A. Warnaar                              |                  | beeld/sculptuur    | Veldesebosweg 6, 7231 DW                         | Warnsveld | 52° 8' 24" NB, 6° 14' 3" OL   | Meer afbeeldingen                   |
| 2338 | Plaquette in het NS-station (2)            | burgerslachtoffers                                                                                   | Ir. H.G.J. Schelling (ontwerp), H.J. Winkelman (uitvoering) |                  | plaquette          | Stationsplein 12, 7201 ML                        | Zutphen   | 52° 8' 39" NB, 6° 11' 38" OL  | Plaquette in het NS-station (2)     |
| 2339 | Plaquette in het NS-station (1)            | burgerslachtoffers                                                                                   | Ir. H.G.J. Schelling (ontwerp), H.J. Winkelman (uitvoering) |                  | plaquette          | Stationsplein 12, 7201 ML                        | Zutphen   | 52° 8' 39" NB, 6° 11' 38" OL  | Plaquette in het NS-station (1)     |
| 2786 | Monument op de Algemene begraafplaats      | burgerslachtoffers                                                                                   | Firma Hesselink                                             | 1946             | begraafplaats/graf | Warnsveldseweg                                   | Zutphen   | 52° 8' 31" NB, 6° 12' 38" OL  | Meer afbeeldingen                   |
| 3154 | Bevrijdingsboom                            | geallieerde militairen, burgerslachtoffers                                                           |                                                             |                  | plaquette          |                                                  | Warken    | 52° 58' 52" NB, 5° 26' 31" OL |                                     |
| 3343 | Monument op Joodse begraafplaats           | vervolgden Nederland                                                                                 |                                                             | 1 november 1949  | zuil               | Weg naar Vierakker, 7204 LA                      | Zutphen   | 52° 7' 46" NB, 6° 12' 17" OL  | Monument op Joodse begraafplaats    |
| 3370 | Monument voor de Wederopbouw               | algemeen                                                                                             | Titus Leeser                                                |                  | beeld/sculptuur    | Molengracht, 7201                                | Zutphen   | 52° 8' 35" NB, 6° 11' 27" OL  | Meer afbeeldingen                   |
| 3452 | Monument Bevrijding en wederopbouw         | algemeen                                                                                             | Henk Visser (1917-1991)                                     | 1955             | beeld/sculptuur    | Laarstraat 133, 7201 CD                          | Zutphen   | 52° 8' 31" NB, 6° 12' 15" OL  | Monument Bevrijding en wederopbouw  |
| 3784 | Monument aan de Molenstraat                | burgerslachtoffers                                                                                   | Hein Smeerdijk                                              | 28 maart 2011    | gedenksteen        | Molenstraat/Bongerspad, 7231                     | Warnsveld | 52° 8' 26" NB, 6° 13' 17" OL  |                                     |
| 3835 | Monument aan de Broederenkerk              | burgerslachtffers                                                                                    |                                                             | 1                | plaquette          | Broederenkerkplein                               | Zutphen   | 52° 8' 34" NB, 6° 11' 40" OL  |                                     |
| 3836 | Canadezenbrug                              | geallieerde militairen                                                                               |                                                             | 1947             | plaquette          | Deventerweg                                      | Zutphen   | 52° 8' 53" NB, 6° 12' 14" OL  | Canadezenbrug                       |
| 3837 | Monument voor de zusjes Eggink             | burgerslachtoffers                                                                                   |                                                             | 19 december 2014 | plaquette          | Broederenkerkplein 2, 7201 JP                    | Zutphen   | 52° 8' 33" NB, 6° 11' 41" OL  |                                     |
| 3956 | Monument voor vergeten slachtoffers        | burgerslachtoffers                                                                                   | Hein Smeerdijk                                              | 4 mei 2016       | beeld/sculptuur    | Vordenseweg 12, 7231 PA                          | Warnsveld | 52° 8' 1" NB, 6° 15' 9" OL    | Monument voor vergeten slachtoffers |
| 3994 | Put van Morgan                             | geallieerde militairen                                                                               |                                                             | 5 mei 2017       | overig             | Rijksstraatweg 127, 7231 AD                      | Warnsveld | 52° 8' 39" NB, 6° 14' 38" OL  |                                     |
| 4302 | Indiëmonument                              | militairen in dienst van het Ned. Kon. na 1945                                                       |                                                             |                  | gedenksteen        | Rozengracht 3, 7201 JL                           | Zutphen   | 52° 8' 34" NB, 6° 11' 43" OL  |                                     |
| 4321 | Gedenkteken gedeporteerde Joodse patiënten | vervolgden Nederland                                                                                 |                                                             | 20 oktober 2020  | plaquette          | Vordenseweg 12, 7231 PA                          | Warnsveld | 52° 8' 9" NB, 6° 14' 54" OL   | Meer afbeeldingen                   |
| 4479 | Het witte kruisje                          | geallieerde militairen                                                                               | Bernard Wunderink                                           | 19 juni 2012     | kruis              | Looër Enkweg (Paul van Bork plantsoen ), 7207 RR | Zutphen   | 52° 7' 42" NB, 6° 14' 55" OL  |                                     |
| 4652 | Zij keerden niet meer terug                | burgerslachtoffers                                                                                   |                                                             | 10 april 2024    | plaquette          | Weg naar Voorst 3b, 7205 CK                      | Zutphen   | 52° 8' 30" NB, 6° 11' 5" OL   |                                     |
| 4653 | monument voor William Gibbs Abbott         | geallieerde militairen                                                                               |                                                             | 9 september 2021 | zwerfkei           | Kanonsdijk 51, 7205 CK                           | Zutphen   | 52° 8' 30" NB, 6° 11' 6" OL   |                                     |
|      | Plaquette voor Walraven van Hall           | verzet Nederland                                                                                     |                                                             | 2025             | plaquette          | IJsselkade 12, 7201 HB                           | Zutphen   | 52° 8' 30" NB, 6° 11' 28" OL  |                                     |
|      | Oorlogmonument                             | geallieerde militairen, burgerslachtoffers                                                           |                                                             | 2025             |                    | Weg naar Voorst bij 1c (plantsoen)               | De Hoven  | 52° 8' 28" NB, 6° 11' 4" OL   |                                     |
|      | Stolpersteine                              | vervolgden Nederland                                                                                 | Gunter Demnig                                               |                  | reliëf             |                                                  | Zutphen   |                               | Meer afbeeldingen                   |

Aalten ·
Apeldoorn ·
Arnhem ·
Barneveld ·
Berg en Dal ·
Berkelland ·
Beuningen ·
Bronckhorst ·
Brummen ·
Buren ·
Culemborg ·
Doesburg ·
Doetinchem ·
Druten ·
Duiven ·
Ede ·
Elburg ·
Epe ·
Ermelo ·
Harderwijk ·
Hattem ·
Heerde ·
Heumen ·
Lingewaard ·
Lochem ·
Maasdriel ·
Montferland ·
Neder-Betuwe ·
Nijkerk ·
Nijmegen ·
Nunspeet ·
Oldebroek ·
Oost Gelre ·
Oude IJsselstreek ·
Overbetuwe ·
Putten ·
Renkum ·
Rheden ·
Rozendaal ·
Scherpenzeel ·
Tiel ·
Voorst ·
Wageningen ·
West Betuwe ·
West Maas en Waal ·
Westervoort ·
Wijchen ·
Winterswijk ·
Zaltbommel ·
Zevenaar ·
Zutphen